# 12.ª etapa del Giro de Italia 2019
La 12.ª etapa del Giro de Italia 2019 tuvo lugar el 23 de mayo de 2019 entre Cuneo y Pinerolo sobre un recorrido de 158 km y fue ganada por el ciclista italiano Cesare Benedetti del equipo Bora-Hansgrohe, quién disputó la etapa con otros 4 compañeros de una numerosa fuga de 25 corredores. La Maglia Rosa pasó   a manos del ciclista esloveno Jan Polanc del equipo UAE Emirates, quien llegó sexto en la etapa.

## Clasificación de la etapa
| \| Clasificación de la etapa \| Clasificación de la etapa \| Clasificación de la etapa \| Clasificación de la etapa \| Clasificación de la etapa \| \| Ciclista \| Ciclista \| Equipo \| Tiempo \| \| \| ------------------------- \| ------------------------- \| --------------------------- \| ------------------------- \| ------------------------- \| \| 1.º \| Cesare Benedetti \| Bora-Hansgrohe \| 3 h 41 min 49 s \| \| \| 2.º \| Damiano Caruso \| Bahrain-Merida \| + 0 s \| \| \| 3.º \| Edward Dunbar \| Team Ineos \| + 0 s \| \| \| 4.º \| Gianluca Brambilla \| Trek-Segafredo \| + 2 s \| \| \| 5.º \| Eros Capecchi \| Deceuninck-Quick Step \| + 6 s \| \| \| 6.º \| Jan Polanc \| UAE Team Emirates \| + 25 s \| \| \| 7.º \| Matteo Montaguti \| Androni Giocattoli-Sidermec \| + 34 s \| \| \| 8.º \| Thomas de Gendt \| Lotto-Soudal \| + 2 min 36 s \| \| \| 9.º \| Francesco Gavazzi \| Androni Giocattoli-Sidermec \| + 2 min 36 s \| \| \| 10.º \| Manuel Senni \| Bardiani CSF \| + 2 min 38 s \| \| |                    |                             |                 |
| |                    |                             |                 |
| Fuente: ProCyclingStats |                    |                             |                 |
| Clasificación de la etapa |                    |                             |                 |
| Ciclista | Ciclista           | Equipo                      | Tiempo          |
| 1.º | Cesare Benedetti   | Bora-Hansgrohe              | 3 h 41 min 49 s |
| 2.º | Damiano Caruso     | Bahrain-Merida              | + 0 s           |
| 3.º | Edward Dunbar      | Team Ineos                  | + 0 s           |
| 4.º | Gianluca Brambilla | Trek-Segafredo              | + 2 s           |
| 5.º | Eros Capecchi      | Deceuninck-Quick Step       | + 6 s           |
| 6.º | Jan Polanc         | UAE Team Emirates           | + 25 s          |
| 7.º | Matteo Montaguti   | Androni Giocattoli-Sidermec | + 34 s          |
| 8.º | Thomas de Gendt    | Lotto-Soudal                | + 2 min 36 s    |
| 9.º | Francesco Gavazzi  | Androni Giocattoli-Sidermec | + 2 min 36 s    |
| 10.º | Manuel Senni       | Bardiani CSF                | + 2 min 38 s    |

## Clasificaciones al final de la etapa

### Clasificación general(Maglia Rosa)
| \| Clasificación general \| Clasificación general \| Clasificación general \| Clasificación general \| Clasificación general \| \| Ciclista \| Ciclista \| Equipo \| Tiempo \| \| \| --------------------- \| --------------------- \| --------------------- \| --------------------- \| --------------------- \| \| 1.º \| Jan Polanc \| UAE Team Emirates \| 48 h 49 min 40 s \| \| \| 2.º \| Primož Roglič \| Team Jumbo-Visma \| + 4 min 07 s \| \| \| 3.º \| Valerio Conti \| UAE Team Emirates \| + 4 min 51 s \| \| \| 4.º \| Eros Capecchi \| Deceuninck-Quick Step \| + 5 min 02 s \| \| \| 5.º \| Vincenzo Nibali \| Bahrain-Merida \| + 5 min 51 s \| \| \| 6.º \| Bauke Mollema \| Trek-Segafredo \| + 6 min 02 s \| \| \| 7.º \| Rafał Majka \| Bora-Hansgrohe \| + 7 min 00 s \| \| \| 8.º \| Richard Carapaz \| Movistar Team \| + 7 min 23 s \| \| \| 9.º \| Andrey Amador \| Movistar Team \| + 7 min 30 s \| \| \| 10.º \| Hugh Carthy \| EF Education First \| + 7 min 33 s \| \| |                 |                       |                  |
| |                 |                       |                  |
| Fuente: ProCyclingStats |                 |                       |                  |
| Clasificación general |                 |                       |                  |
| Ciclista | Ciclista        | Equipo                | Tiempo           |
| 1.º | Jan Polanc      | UAE Team Emirates     | 48 h 49 min 40 s |
| 2.º | Primož Roglič   | Team Jumbo-Visma      | + 4 min 07 s     |
| 3.º | Valerio Conti   | UAE Team Emirates     | + 4 min 51 s     |
| 4.º | Eros Capecchi   | Deceuninck-Quick Step | + 5 min 02 s     |
| 5.º | Vincenzo Nibali | Bahrain-Merida        | + 5 min 51 s     |
| 6.º | Bauke Mollema   | Trek-Segafredo        | + 6 min 02 s     |
| 7.º | Rafał Majka     | Bora-Hansgrohe        | + 7 min 00 s     |
| 8.º | Richard Carapaz | Movistar Team         | + 7 min 23 s     |
| 9.º | Andrey Amador   | Movistar Team         | + 7 min 30 s     |
| 10.º | Hugh Carthy     | EF Education First    | + 7 min 33 s     |

### Clasificación por puntos(Maglia Ciclamino)
| Clasificación por puntos | Clasificación por puntos | Clasificación por puntos    | Clasificación por puntos | Clasificación por puntos |
| Ciclista                 | Ciclista                 | Equipo                      | Puntos                   |                          |
| ------------------------ | ------------------------ | --------------------------- | ------------------------ | ------------------------ |
| 1.º                      | Arnaud Démare            | Groupama-FDJ                | 194 pts                  |                          |
| 2.º                      | Pascal Ackermann         | Bora-Hansgrohe              | 183 pts                  |                          |
| 3.º                      | Richard Carapaz          | Movistar Team               | 50 pts                   |                          |
| 4.º                      | Davide Cimolai           | Israel Cycling Academy      | 50 pts                   |                          |
| 5.º                      | Damiano Cima             | Nippo-Vini Fantini-Faizanè  | 44 pts                   |                          |
| 6.º                      | Primož Roglič            | Team Jumbo-Visma            | 42 pts                   |                          |
| 7.º                      | Rüdiger Selig            | Bora-Hansgrohe              | 38 pts                   |                          |
| 8.º                      | Giacomo Nizzolo          | Dimension Data              | 38 pts                   |                          |
| 9.º                      | Marco Frapporti          | Androni Giocattoli-Sidermec | 34 pts                   |                          |
| 10.º                     | Manuel Belletti          | Androni Giocattoli-Sidermec | 33 pts                   |                          |

### Clasificación de la montaña(Maglia Azzurra)
| Clasificación de la montaña | Clasificación de la montaña | Clasificación de la montaña | Clasificación de la montaña | Clasificación de la montaña |
| Ciclista                    | Ciclista                    | Equipo                      | Puntos                      |                             |
| --------------------------- | --------------------------- | --------------------------- | --------------------------- | --------------------------- |
| 1.º                         | Gianluca Brambilla          | Trek-Segafredo              | 40 pts                      |                             |
| 2.º                         | Giulio Ciccone              | Trek-Segafredo              | 32 pts                      |                             |
| 3.º                         | Primož Roglič               | Team Jumbo-Visma            | 22 pts                      |                             |
| 4.º                         | Damiano Caruso              | Bahrain-Merida              | 19 pts                      |                             |
| 5.º                         | Fausto Masnada              | Androni Giocattoli-Sidermec | 18 pts                      |                             |
| 6.º                         | Antonio Pedrero             | Movistar Team               | 18 pts                      |                             |
| 7.º                         | Marco Frapporti             | Androni Giocattoli-Sidermec | 15 pts                      |                             |
| 8.º                         | Eros Capecchi               | Deceuninck-Quick Step       | 12 pts                      |                             |
| 9.º                         | Edward Dunbar               | Team Ineos                  | 9 pts                       |                             |
| 10.º                        | Valerio Conti               | UAE Team Emirates           | 8 pts                       |                             |

### Clasificación de los jóvenes(Maglia Bianca)
| Clasificación del mejor joven | Clasificación del mejor joven | Clasificación del mejor joven | Clasificación del mejor joven | Clasificación del mejor joven |
| Ciclista                      | Ciclista                      | Equipo                        | Tiempo                        |                               |
| ----------------------------- | ----------------------------- | ----------------------------- | ----------------------------- | ----------------------------- |
| 1.º                           | Hugh Carthy                   | EF Education First            | 48 h 57 min 13 s              |                               |
| 2.º                           | Miguel Ángel López            | Astana                        | + 35 s                        |                               |
| 3.º                           | Pavel Sivakov                 | Team Ineos                    | + 45 s                        |                               |
| 4.º                           | Giovanni Carboni              | Bardiani CSF                  | + 48 s                        |                               |
| 5.º                           | Sam Oomen                     | Team Sunweb                   | + 2 min 20 s                  |                               |
| 6.º                           | Edward Dunbar                 | Team Ineos                    | + 2 min 38 s                  |                               |
| 7.º                           | Valentin Madouas              | Groupama-FDJ                  | + 3 min 53 s                  |                               |
| 8.º                           | Tao Geoghegan Hart            | Team Ineos                    | + 4 min 16 s                  |                               |
| 9.º                           | Ben O'Connor                  | Dimension Data                | + 7 min 38 s                  |                               |
| 10.º                          | Nans Peters                   | AG2R La Mondiale              | + 7 min 46 s                  |                               |

### Clasificación por equipos"Super Team"
| Clasificación por equipos | Clasificación por equipos   | Clasificación por equipos | Clasificación por equipos |
| Equipo                    | Equipo                      | Tiempo                    |                           |
| ------------------------- | --------------------------- | ------------------------- | ------------------------- |
| 1.º                       | Androni Giocattoli-Sidermec | 146 h 38 min 47 s         |                           |
| 2.º                       | Movistar Team               | + 2 min 30 s              |                           |
| 3.º                       | Deceuninck-Quick Step       | + 9 min 30 s              |                           |
| 4.º                       | UAE Team Emirates           | + 11 min 24 s             |                           |
| 5.º                       | Bora-hansgrohe              | + 11 min 24 s             |                           |
| 6.º                       | Astana                      | + 12 min 37 s             |                           |
| 7.º                       | Bahrain-Merida              | + 12 min 37 s             |                           |
| 8.º                       | Ineos                       | + 13 min 05 s             |                           |
| 9.º                       | Trek-Segafredo              | + 13 min 24 s             |                           |
| 10.º                      | Mitchelton-Scott            | + 16 min 09 s             |                           |

## Abandonos
- Caleb Ewan, no tomó la salida.[2]
- Elia Viviani, no tomó la salida.[2]
- Jakub Mareczko, por fuera de control.[3]